# Жуковский, Игорь Назариевич
И́горь Наза́риевич Жуко́вский (16 сентября 1918 — 16 апреля 1997) — советский дипломат. Чрезвычайный и полномочный посланник I класса.

## Биография
Родился 16 сентября 1918 года в Киеве.
Окончил факультет русской филологии и культуры Ярославского государственного педагогического университета имени К. Д. Ушинского и Высшую Дипломатическую школу МИД СССР в Москве. Участвовал в Великой Отечественной войне. На дипломатической работе с 1946 года.
- В 1946—1950 годах — сотрудник центрального аппарата МИД СССР.
- В 1950—1952 годах — сотрудник посольства СССР в Турции.
- В 1952—1956 годах — сотрудник генерального консульства СССР в Стамбуле (Турция).
- В 1956—1958 годах — советник посольства СССР в Турции.
- В 1958—1962 годах — на ответственной работе в центральном аппарате МИД СССР.
- В 1962—1964 годах — генеральный консул СССР в Стамбуле.
- В 1965—1966 годах — на ответственной работе в центральном аппарате МИД СССР.
- В 1966—1968 годах — советник посольства СССР в Тунисе.
- В 1968—1969 годах — советник-посланник посольства СССР в Гвинее.
- С 11 ноября 1969 по 13 апреля 1975 года — чрезвычайный и полномочный посол СССР в Дагомее[1].
- В 1975—1979 годах — на ответственной работе в центральном аппарате МИД СССР.

На протяжении многих лет преподавал на Кафедре дипломатии в МГИМО(У) МИД России.

## Семья и личная жизнь
Игорь Назариевич был женат на Антонине Афанасьевне Жуковской (23.12.1923—23.08.2006). Имел дочь (Нелля Игоревна Жуковская, род. 31.01.1943) и сына (Сергей Игоревич Жуковский, 7.11.1949—27.12.1995).
Писал музыку и стихи.

## Награды
- Орден Отечественной войны II степени (6 апреля 1985);
- Орден Красной Звезды (25 февраля 1943);
- Орден «Знак Почёта» (31 декабря 1966);
- Орден «Знак Почёта» (22 октября 1971)[2];
- Почётная грамота Президиума Верховного Совета РСФСР.